# Richard-Wagner-Straße (Bayreuth)

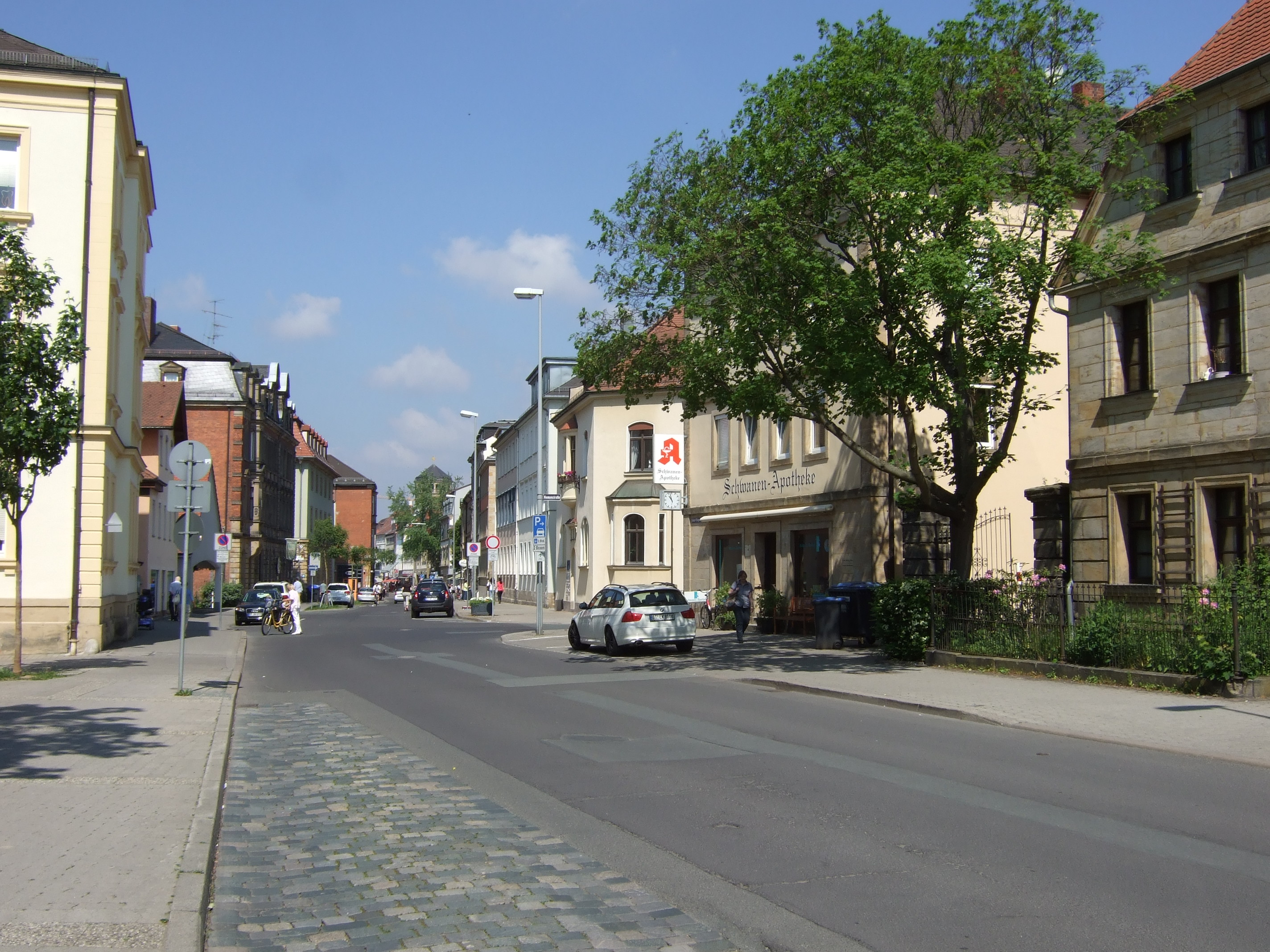
Richard-Wagner-Straße von Osten

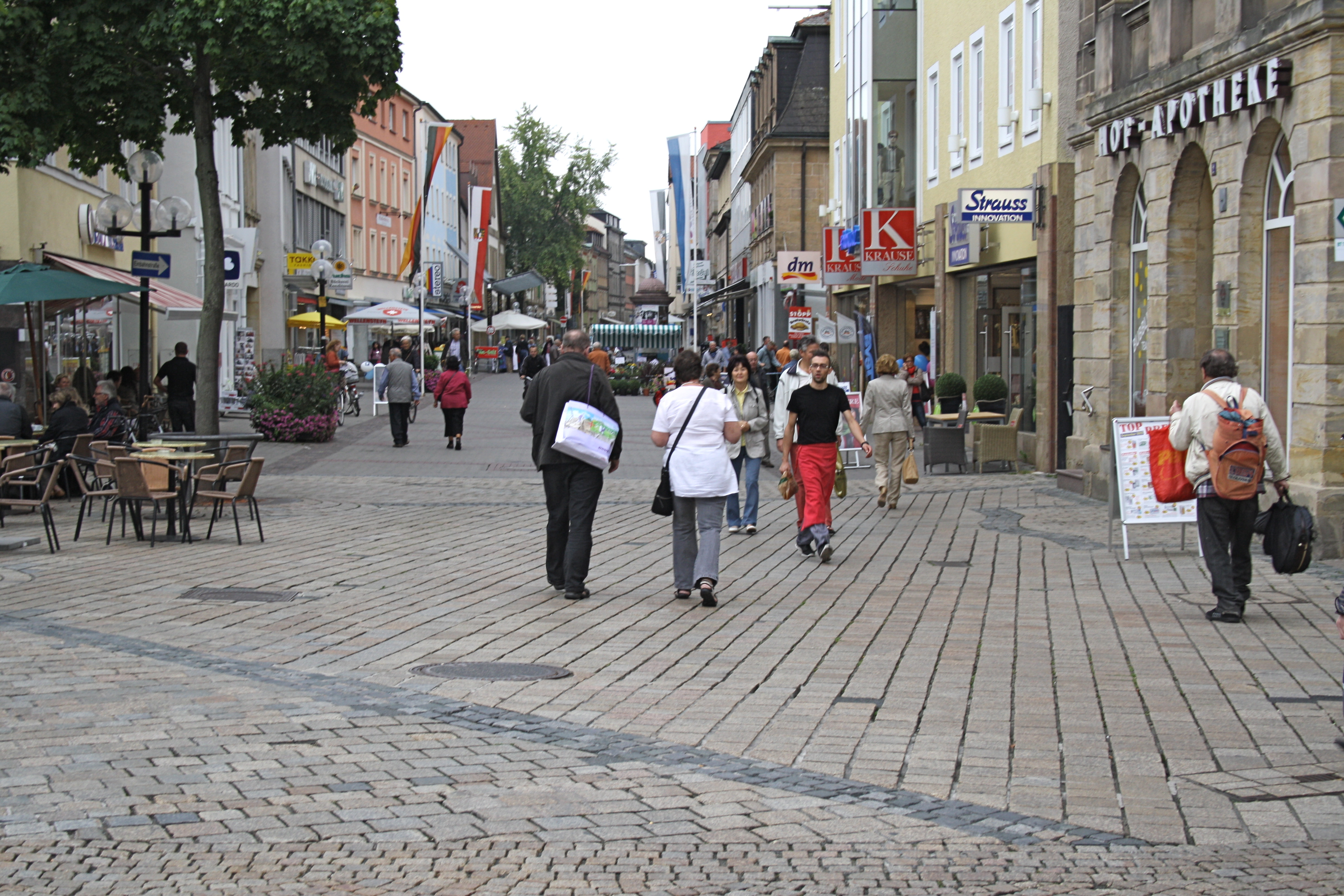
Richard-Wagner-Straße von Westen

Die Richard-Wagner-Straße, der frühere Rennweg, ist eine Straße in der oberfränkischen Stadt Bayreuth. Benannt ist sie nach dem Komponisten Richard Wagner (1813–1883), der vom 28. April 1874 an bis zu seinem Tod an der damals noch Rennweg genannten Straße lebte.

## Lage
Die Straße führt von der Nürnberger Straße zum Sternplatz im Stadtzentrum. Sie ist mit der Maximilianstraße ein Teil der die Stadt von Osten nach Westen durchziehenden Hauptachse. Zwischen der Dilchertstraße und dem Sternplatz ist die Straße seit dem 18. Juli 1980 eine „befahrbare“ (Zufahrt zu einer Tiefgarage) Fußgängerzone.

## Geschichte

Bahnübergang an der Dürschnitz, im Hintergrund die obere Richard-Wagner-Straße (um 1910)

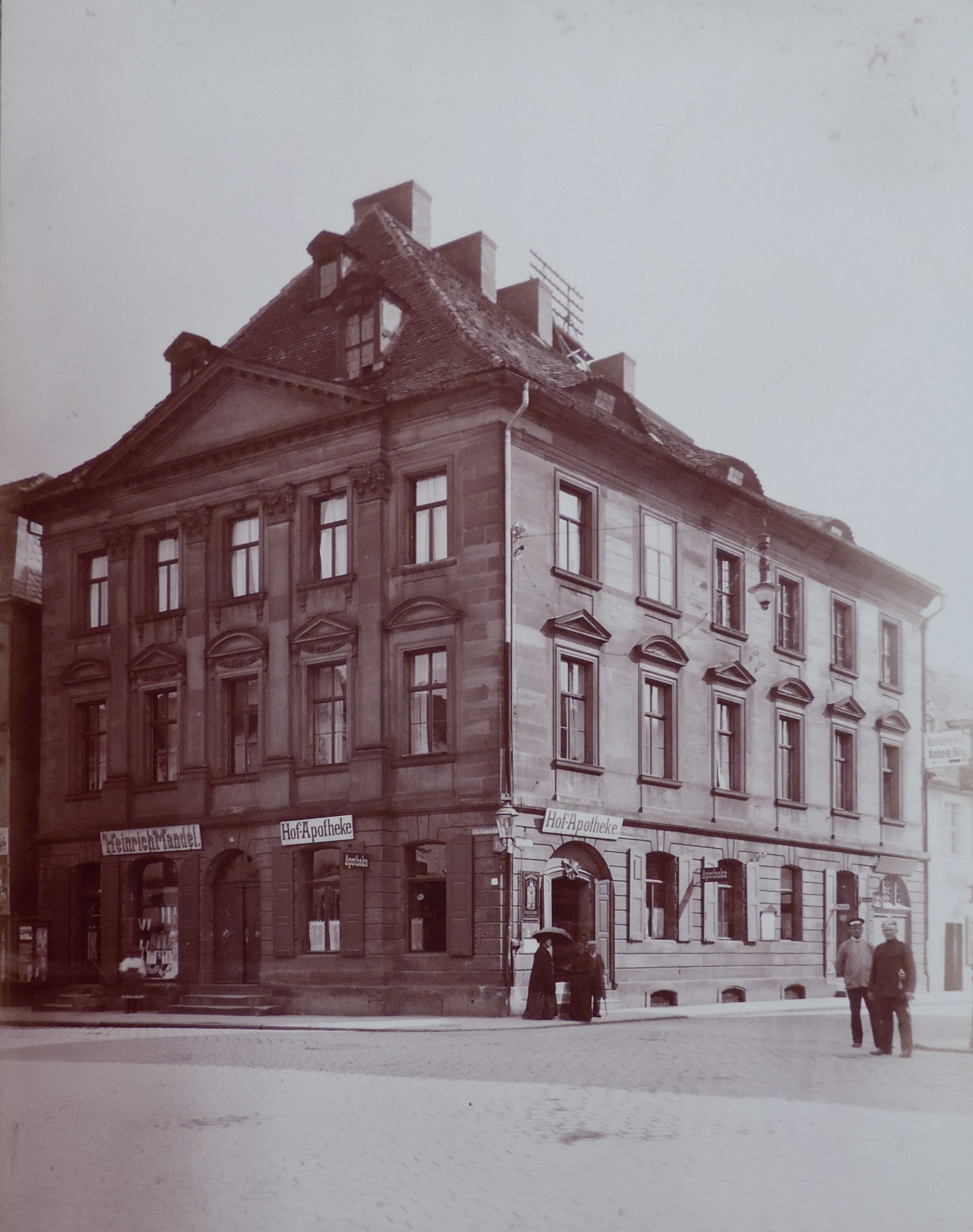
Richard-Wagner-Straße 2, Eckhaus an der Ludwigstraße (vor 1913)

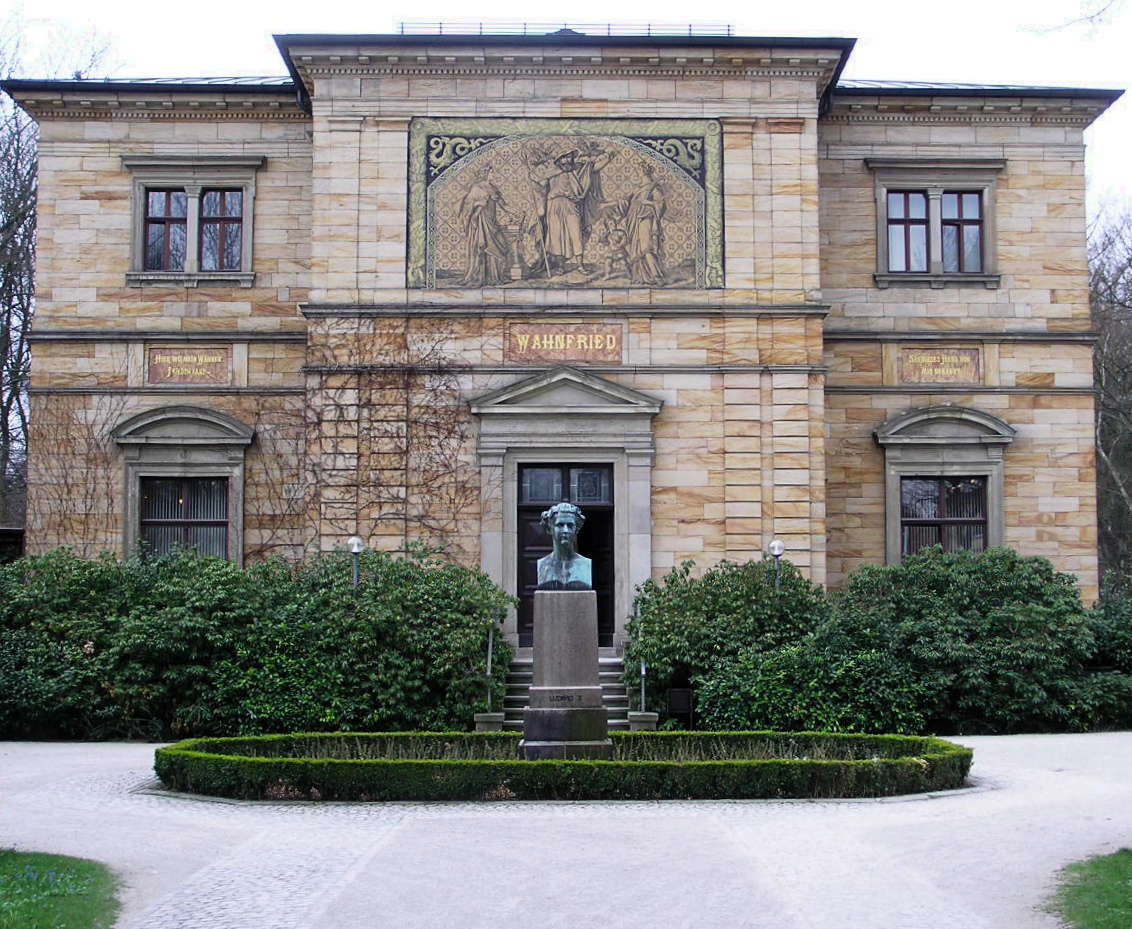
Haus Wahnfried

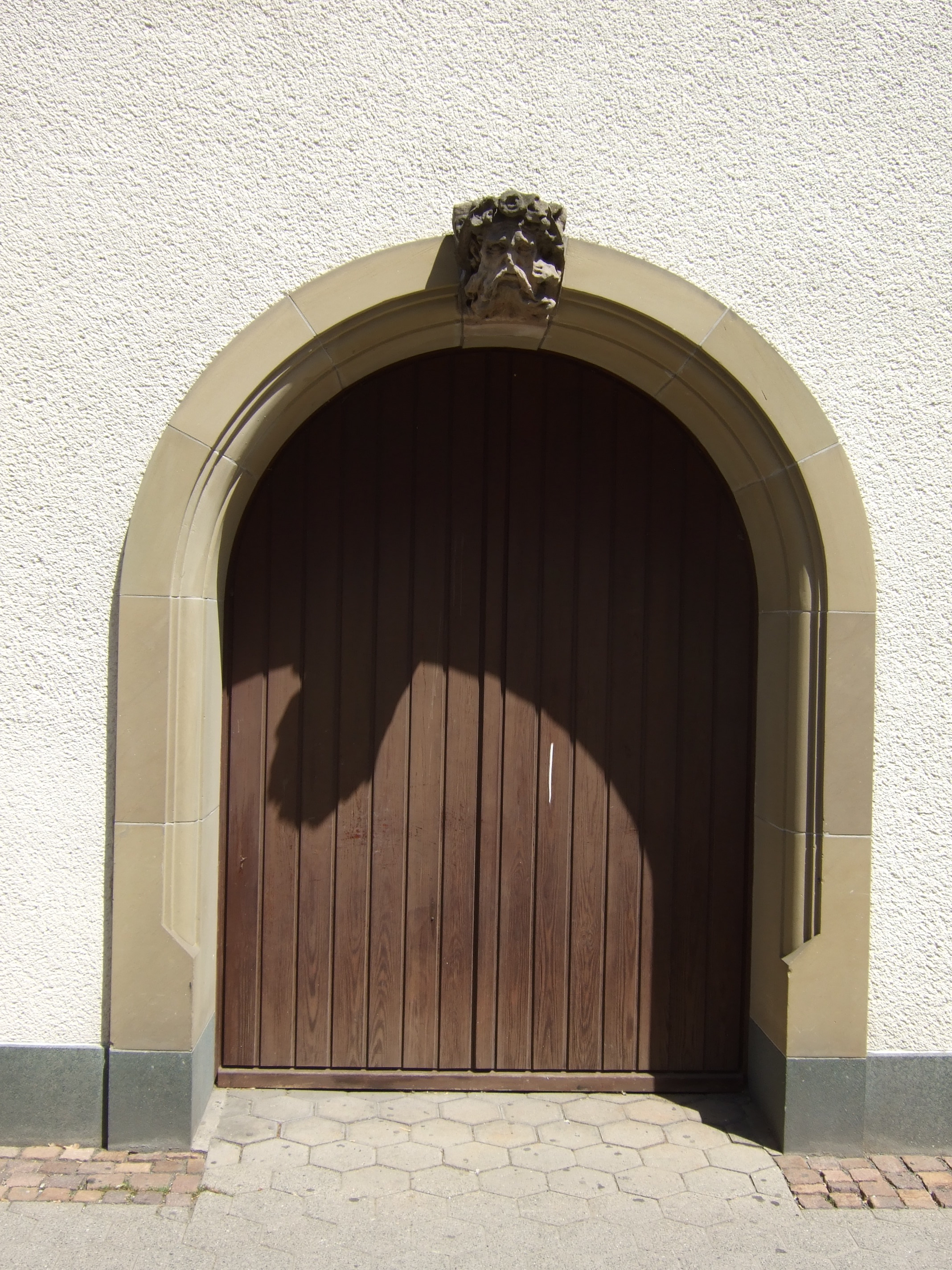
Richard-Wagner-Straße 17: Schlussstein im Torbogen des Nachfolgebaus des ehemaligen „Türkenhauses“, 2018 entfernt

Der Rennweg ist im ersten Bayreuther Stadtbuch von 1446/48 erstmals erwähnt. Ein Rennweg war eine überregionale Verbindungsstraße für den schnellen Verkehr, der wegen seiner geringen Breite hauptsächlich für Reiter geeignet war. Er begann am Oberen Tor, dem östlichen der beiden durchfahrbaren Stadttore jener Zeit. Auf seiner Südseite verlief der offene städtische Kanal Tappert. Bei der Belagerung der Stadt im Jahr 1553 wurde der Rennweg samt Bebauung vollständig zerstört und anschließend nur notdürftig wiederhergerichtet. Erst 1741 ließ ihn der Magistrat aus Mitteln der Stadtkammer aufschütten, erhöhen, abgleichen und erstmals pflastern. In jener Zeit diente der Rennweg bereits als Verbindung der markgräflichen Schlösser zur 1715 begonnenen Parkanlage Eremitage im Osten der Stadt.
Von Juli 1805 bis Oktober 1806 und erneut von Februar 1807 bis November 1808 lebte Jean Paul in einem Haus, das damals zum Vorort Dürschnitz gehörte. Das damalige Gebäude des heutigen Anwesens Richard-Wagner-Straße 58 existiert nicht mehr. Die dazwischenliegende Zeit verbrachte er mit seiner Familie wahrscheinlich im Haus Richard-Wagner-Straße 23.
In einem Brief an das Bayreuther Tagblatt beanstandete 1876 ein Leser, der Rennweg biete angesichts der bevorstehenden ersten Richard-Wagner-Festspiele einen unwürdigen Anblick. Er schrieb von stundenlang an ihren Wagen hungrig und durstig wartenden Pferden, deren liegenbleibende Exkremente die Augen und Nasen der Passanten beleidigten. Das obszöne Gebaren der Hengste bei Annäherung anderer Pferde verdiene eine besondere Rüge.
Am 1. Februar 1872 erwarb Richard Wagner am Rennweg ein Grundstück und errichtete dort sein von ihm Wahnfried genanntes Wohnhaus. Zwei Jahre nach seinem Tod wurde der Rennweg ihm zu Ehren in Richard-Wagner-Straße umbenannt.
Bereits im 19. Jahrhundert hatte die Straße, in Verlängerung des Marktes, eine wichtige Einzelhandelsfunktion. In vormotorisierter Zeit verlief der übliche Stadtkorso zum Bummeln bis dorthin. In der Zwischenkriegszeit verstärkte sich die Konzentration von Einzelhandelseinrichtungen bis in Höhe der Reichsbank (Hausnummer 36), nach dem Zweiten Weltkrieg nahm sie weiter zu. In der Richard-Wagner-Straße 24 befand sich das Vereinslokal der am 8. Februar 1924 gegründeten Ortsgruppe Bayreuth des Vereins für Arbeiterwohlfahrt (AWO), die nach der Machtergreifung der Nationalsozialisten am 10. April 1933 aufgelöst wurde. Im Hintergebäude des Anwesens wurde im September 1929 das evangelische Gemeindehaus eröffnet.
Um 1939 wurde das Haus der Bürgerressource an der äußeren Richard-Wagner-Straße (in Höhe der heutigen Gebäude Wieland-Wagner-Straße 1–3) abgerissen. Es war seit 1828 ein geselliger Treffpunkt von Kaufleuten und Handwerkern.
Von den Bombenangriffen der Alliierten im April 1945 blieb die Straße weitgehend verschont. Nach der Einnahme der Stadt durch die United States Army richtete sie im damaligen Haus der Landeszentralbank (Richard-Wagner-Straße 36) ihr örtliches Hauptquartier ein.
Nach dem Zweiten Weltkrieg wurden zahlreiche Häuser abgerissen und durch Neubauten ersetzt:
- 1962/63 Richard-Wagner-Straße 10/12 (Glas-Stölzel und Café Biedermeier, Neubau als Kaufhaus Woolworth im November 1964 eröffnet)[12][13]
- nach 1974 die Gebäude Richard-Wagner-Straße 4 (mit Sonnensaal) und 6 (Gasthof Zur Sonne und Bali-Kino).[14][15]

Im Gasthof Zur Sonne hatte Johann Wolfgang von Goethe vom 15. auf den 16. Juni 1790 übernachtet, Gebhard Leberecht von Blücher im Dezember 1805 eine Woche lang Quartier genommen. Bei einer öffentlichen Versammlung von mehr als 800 Bürgern am 13. März 1848 im Sonnensaal wurde Bürgermeister Erhard Hagen von Hagenfels das Vertrauen entzogen. Richard und Cosima Wagner kamen bei ihrem ersten Aufenthalt in Bayreuth im April 1871 im Gasthof unter; im Sonnensaal fand am 22. Mai 1872 das Bankett anlässlich der Grundsteinlegung des Richard-Wagner-Festspielhauses statt.
Das Haus Richard-Wagner-Straße 4 war das Elternhaus der jüdischen Schriftstellerin Hilde Marx, deren Eltern dort das Textilkaufhaus Schriefer betrieben. Sie erhielt 1929 den Jean-Paul-Preis der Stadt Bayreuth.
Das Bali (Bayreuther Lichtspiele) war nach dem Zweiten Weltkrieg zunächst das einzige Kino der Stadt. Es war Anfang der 1920er Jahre als Lichtspielhaus Sonne eröffnet worden und trug später den Namen Blücher-Lichtspiele.
- Mitte der 1970er Jahre Richard-Wagner-Straße 17 und 19, Eckhaus an der Dilchertstraße („Türkenhaus“), erbaut 1709, mit Stuckdecken des Hofstuckateurs Bernardo Quattri.[24] Es war das Haus des markgräflichen Kammerschreibers Johann Lauterbach, von einem der drei Männer, die um 1700 das Tabakmonopol im Bayreuther Oberland innehatten.[25]

Am für die Firma C&A errichteten Neubau, dessen Geschäftsräume ab 2009 leerstanden, wurde der vermutlich von Elias Räntz geschaffene, einen Türkenkopf darstellende Schlussstein des Türkenhauses in einem Torbogen verbaut. Er verschwand jedoch im Zuge eines Umbaus im Jahr 2018.
- nach 1982 Richard-Wagner-Straße 18, 20 und 22 (Letzteres jetzt Hofgartenpassage)[27]
- 1992 Richard-Wagner-Straße 7[28]
- ab 1992 mehrere Häuser in der östlichen Richard-Wagner-Straße (zwischen Siegfriedstraße und Hohenzollernring).[29] Nach einem Beschluss des Stadtrats vom 6. Dezember 1990 sollten innerhalb der Gabelung von Richard- und Wieland-Wagner-Straße 110 neue Wohnungen entstehen.[30]
- 1996 Richard-Wagner-Straße 42 (jetzt Zufahrt Tiefgarage)[31]

Das Eckhaus zur Cosima-Wagner-Straße (Richard-Wagner-Straße 66) wurde um 1970 ersatzlos abgebrochen, um eine Straßenerweiterung im Zuge des Stadtkernrings zu realisieren. Im dortigen Kolonialwarengeschäft musste früher der noch bis 1938 erhobene Pflasterzoll entrichtet werden.
In der Nachkriegszeit waren alle drei durch Bayreuth führenden Bundesstraßen in der Richard-Wagner-Straße gebündelt. Die gemeinsam über die Maximilianstraße verlaufenden B 22 und B 85 vereinigten sich am Sternplatz mit der aus der Opernstraße kommenden B 2. Sie führten in deren Länge durch die Richard-Wagner-Straße, ehe sie sich vor dem Bahnübergang an der Dürschnitz wieder trennten. Mit der Eröffnung des Stadtkernrings wurden die Bundesstraßen anders geführt. 1980 wurde der westliche Abschnitt zwischen dem Sternplatz und der Dilchertstraße als – nach der unteren Maximilianstraße – zweite Fußgängerzone der Stadt umgestaltet und am 18. Juli übergeben.

## Gebäude

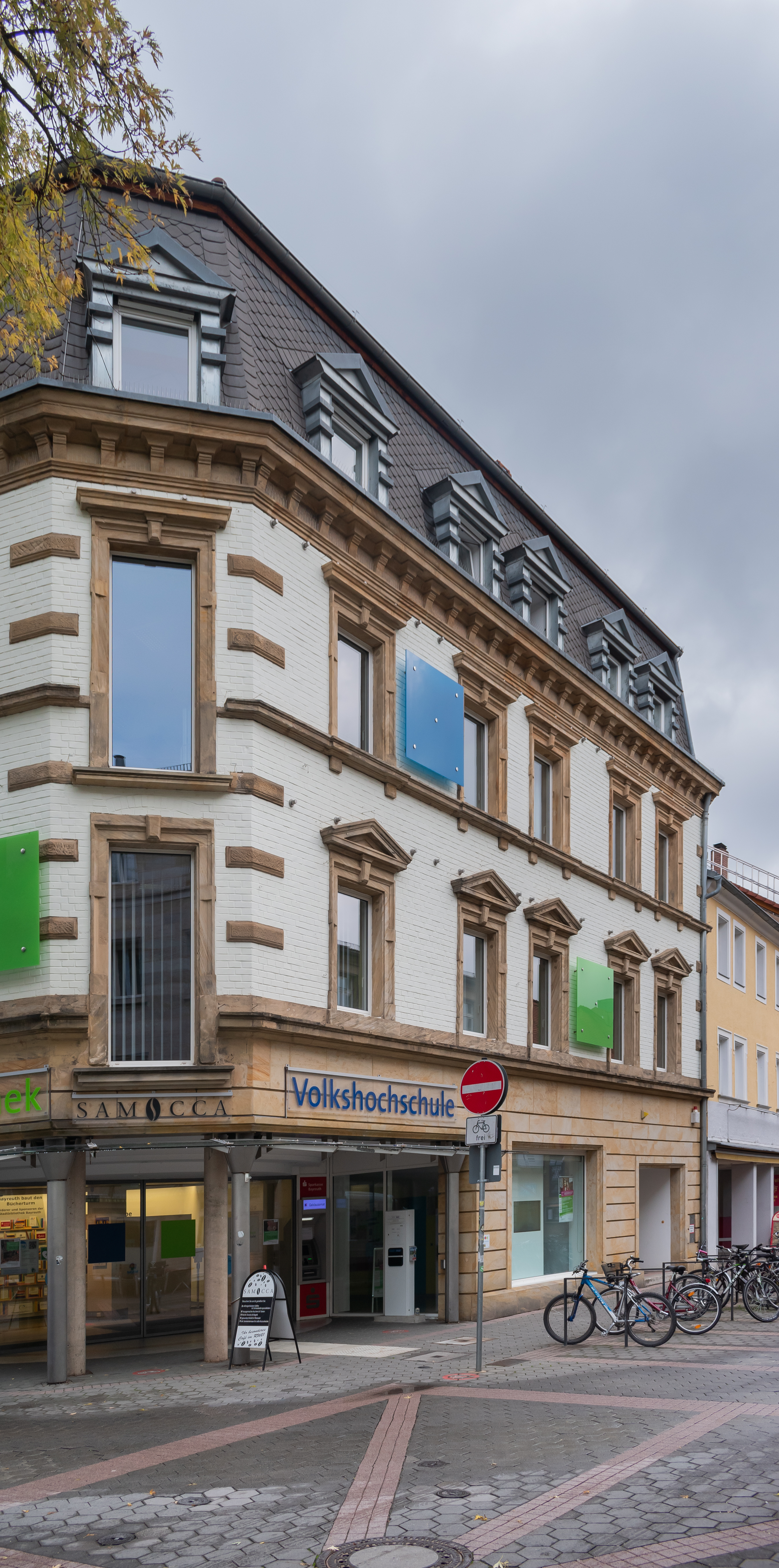
Richard-Wagner-Straße 21

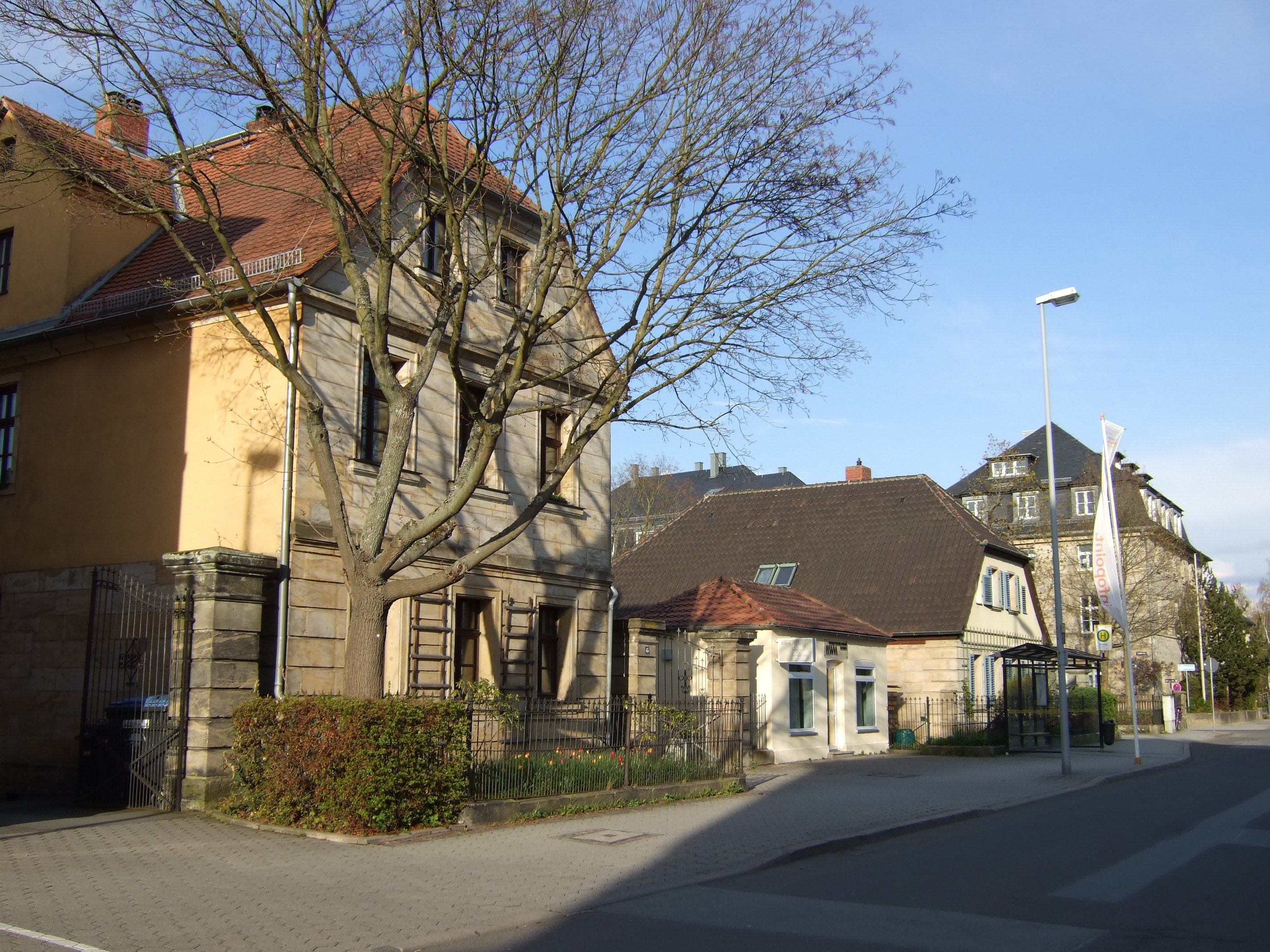
Richard-Wagner-Straße 45 bis 51 gegenüber von Haus Wahnfried

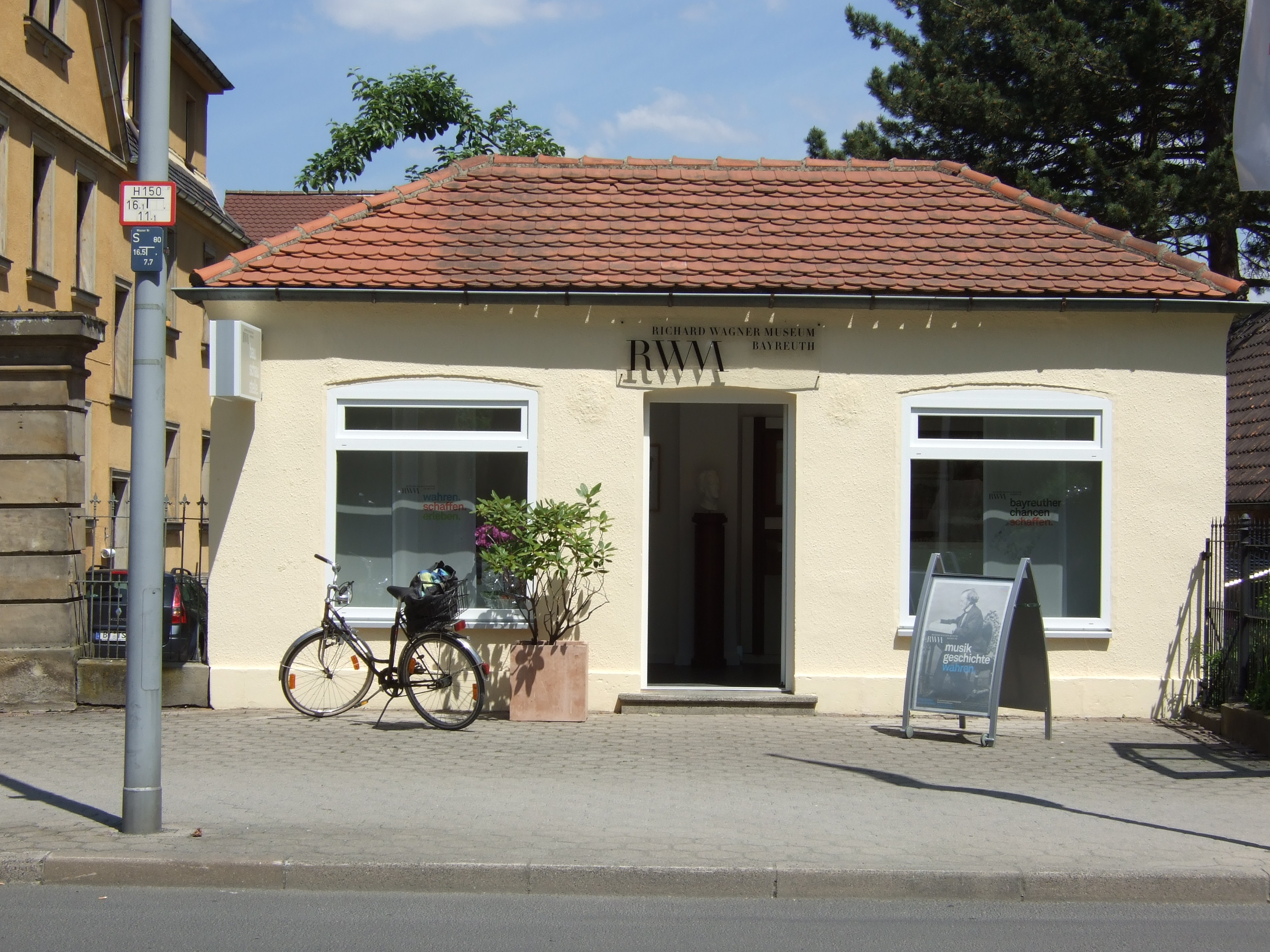
Ehemaliges „Milchhäuschen“ auf dem Grundstück Richard-Wagner-Str. 45

- Haus Wahnfried, Wohnhaus von Richard und Cosima Wagner, seit 1976 Richard-Wagner-Museum, Richard-Wagner-Straße 48
- Richard-Wagner-Straße 21: „Haus des lebenslangen Lernens“ (auch: RW21) mit Stadtbibliothek, Volkshochschule und „Lesecafe“ Samocca,[35] eröffnet am 10. Februar 2011. Auf 3093 Quadratmeter Fläche verfügte die Bibliothek im Mai 2024 über 93.870 Printprodukte und 34.505 sonstige Medien.[36]

Im Dezember 1890 erwarb Rudolf Bechthold von Sigmund Strauß das Anwesen Richard-Wagner-Straße 21 und ließ 1891 das heutige Gebäude errichten. Von Bechthold stammen aus dem Jahr 1899 die ersten „echten“, d. h. nicht nachträglich kolorierten Farbfotos Bayreuths. Er betrieb im Erdgeschoss eine Buch- und Kunsthandlung, bis 1986 existierte zudem im Haus eine Druckerei.
- Jean-Paul-Museum, eröffnet am 25. Juli 1980[1] im „Chamberlainhaus“, Wahnfriedstraße 1; ehemaliges Wohnhaus des „Rassentheoretikers“ und Schwiegersohns Richard Wagners Houston Stewart Chamberlain.[38]

Nach dem vorgesehenen Umzug des Jean-Paul-Museums in die Friedrichstraße 5 soll das Gebäude zu einem Dokumentationszentrum der Ideologiegeschichte des Nationalsozialismus werden.
- Richard-Wagner-Straße 77: zweigeschossiger Sandsteinquaderbau mit Walmdach und Zwerchhaus, ehemals Gasthof Zum Edlen Hirsch[40]

Siehe auch: Liste der Baudenkmäler in Bayreuth

## Sonstiges
Eine seit langem existierende Institution ist die Bratwurstbude in der Hofeinfahrt des Anwesens Richard-Wagner-Straße 8. Dort werden seit fünf Jahrzehnten die typischen Bayreuther Bratwürste – feine Bratwürste als Paar mit Senf im Brötchen – angeboten.